# Suite provençale
La Suite provençale, op. 152 est une œuvre symphonique de Darius Milhaud écrite en 1936.
Il s'agit d'une musique de scène dont l'argument est tiré d'une pièce de Valmy-Baisse de 1936, Bertran de Born. Une version remaniée pour grand orchestre (op. 152c) la précède de peu et a été créée par Milhaud lui-même à la Biennale de Venise le 12 septembre 1937. D'autres versions sont numérotées ainsi, de l'opus 152a à 152d; la version op. 152b pour voix et piano possède le titre : Trois chansons de troubadour ; op. 152d un ballet nommé Moyen âge fleuri. Il existe également une transcription pour orchestre d'harmonie. 
Le style en est néo-classique avec des réminiscences de bourrées et de menuets. Darius Milhaud s'inspire d'airs composés par le provençal André Campra.  
La création de la version pour ballet eut lieu à l'Opéra-Comique le 1er février 1938 sous la direction de Roger Désormière (décors et costumes d'André Marchand). 
Son exécution demande environ un quart d'heure. L'œuvre se compose de huit parties jouées en un seul mouvement :
- Animé
- Très modéré
- Modéré
- Vif
- Modéré
- Vif
- Lent
- Vif

La pièce est publiée aux éditions Salabert à Paris.

## Instrumentation détaillée
La version pour grand orchestre s'appuie sur l'effectif suivant :
| Nomenclature de la Suite provençale            |
| Cordes                                         |
|                                                |
| Bois                                           |
| 2 flûtes, 3 hautbois, 2 clarinettes, 2 bassons |
| Cuivres                                        |
| 4 cors, 3 trompettes, 3 trombones, 1 tuba      |
| Percussions                                    |
| timbales, batterie                             |